# The Snorks
スノークス（Snorks）は、アメリカ合衆国およびベルギー のテレビアニメ。1984年から1988年まで放送された。ハンナ・バーベラ・プロダクション制作。

## 主な登場人物
Junior Wetworth
声 - バリー・ゴードン
Daffney Gillfin
声 - ナンシー・カートライト
Casey Kelp
声 - B. J. ウォード
AllStar Seaworthy
声 - マイケル・ベル
Tooter Shelby
声 - フランク・ウェルカー
Dimmy Finster
声 - ブライアン・カミングス
Corky
声 - ロブ・ポールセン
Jo-Jo
声 - ロジャー・デウィット
Occy
声 - フランク・ウェルカー
Governor Wetworth
声 - フランク・ネルソン（シーズン1〜2）、アラン・オッペンハイマー（シーズン3）
Willie Wetworth
声 - フレドリック・ウェーバー
Dr. Gallio
声 - クライヴ・レヴィル
Bigweed
声 - マイケル・ベル
Lil' Seaweed
声 - B. J. ウォード
Dr. Strangesnork
声 - ルネ・オーベルジョノワ